# Hardi présente Donald
Hardi présente Donald était un magazine français de bande dessinée hebdomadaire, comprenant des histoires de l'univers Disney, publié par le groupe de presse Opera Mundi entre 23 mars 1947 et le 22 mars 1953.
Cette publication comporte 313 parutions hebdomadaire ainsi que 23 albums.